# Laonice dayianum
Laonice dayianum är en ringmaskart som beskrevs av Sikorski 1997. Laonice dayianum ingår i släktet Laonice och familjen Spionidae. Inga underarter finns listade i Catalogue of Life.